# ديريك هاريس
ديريك هاريس (بالإنجليزية: Derrick Harris)‏ هو لاعب كرة قدم أمريكية أمريكي، ولد في 18 سبتمبر 1972 في انغلتون في الولايات المتحدة.

## وصلات خارجية
- ديريك هاريس على موقع مرجع كرة القدم المحترفة.كوم (الإنجليزية)